# Выселковое
Выселковое (укр. Виселкове, до 2016 г. — Петровское) — село, входит в Кагарлыкский район Киевской области Украины.
Население по переписи 2001 года составляло 8 человек. Почтовый индекс — 09213. Телефонный код — 4573. Занимает площадь 0,155 км². Код КОАТУУ — 3222288604.

## Местный совет
09213, Київська обл., Кагарлицький р-н, с. Халча, вул. Леніна,2